# L'Escaillère
L'Escaillère (en wallon L' Ecayire) est une section de la ville belge de Chimay, située en région wallonne dans la province de Hainaut. C'était une commune à part entière avant la fusion des communes de 1977. 
Ce village de l'Ardenne hennuyère est situé à l'extrême sud de la province du Hainaut, en bordure immédiate de la frontière française. 
L'Escaillère se trouve sur le territoire du Parc national de l'Entre-Sambre-et-Meuse (ESEM).
Sur son territoire se trouve le point culminant du Hainaut à 365 mètres.

## Étymologie
L’origine du nom vient du fait qu’on y a extrait des ardoises ou « escailles ». Les habitants sont des Escaillérois, ou mieux, des Escaillons.

## Évolution démographique
- Sources : INS, Rem. : 1831 jusqu'en 1970 = recensements, 1976 = nombre d'habitants au 31 décembre.

## Histoire
Depuis 843, le territoire est limité au sud par plusieurs ruisseaux qui forment frontière avec la France.
C’est ici aux confins du comté de Hainaut, de la principauté de Liège et du royaume de France que se fixe au XIIIe siècle, un petit couvent des Mathurins, religieux dont la vocation était, au temps des croisades, de se porter volontaires pour remplacer des chrétiens prisonniers des pirates musulmans. En 1806, le dernier prieur des Mathurins, le curé Desmarais, de Regniowez (France) demande d’y être inhumé.
En 1562, on signale l’existence d’une autre forge, la forge Brodar.
Au XVIe siècle, les habitants de l’Escaillère, bien qu’Hennuyers, faisaient partie au religieux du « Regniowé liégeois », paroisse de la mairie de Couvin qui desservait ce village aujourd'hui français tandis que les habitants de Lisbonne devinrent paroissiens de Cul-des-Sarts en 1840. Ce n’est qu’en 1878 qu’une église fut construite dans le village.
Le hameau de Baileux fut détaché du village le 10 juin 1886 pour devenir une commune autonome avec les écarts de Haute-Nimelette et de Lisbonne (« L’isle » appartenait en 1571 à Martin Bonne, maître de forges et seigneur du lieu). Cette seigneurie de Lisbonne appartint au XVIIe siècle à la famille de Robaulx puis passa aux de Baillet et aux du Wooz.

## Patrimoine et culture

### Patrimoine architectural
- L'église Saint-Hilaire, sur la place communale, date de 1878[2], et la paroisse de 1895.
- La borne des trois empires. Le village se trouvait à la frontière de trois puissances, c’est pourquoi à l’époque du Traité des limites en 1772, on érigea ici la « borne des trois empires » de section triangulaire : la France (symbolisée par une fleur de lys), la principauté de Liège (un perron) et le comté de Hainaut (un lion). Une réplique moderne a été dressée à côté du cimetière de L’Escaillère, à la limite de Cul-des-Sarts, et de l’Eau Noire, qui marque la frontière avec la France, tandis que le petit ruisseau 'Frédéric' trace depuis le XIIe siècle la limite avec les terres liégeoises[3].
- Le tramway traversa le village en 1903, au départ de Chimay. La voie fut démontée par les Allemands en 1915 mais remise en état en 1921. Vers 1931, l’autorail remplaça le tram à vapeur pour le service passager, puis en 1954, l’autobus tandis que le transport de marchandises continua à être pris en charge jusqu’en 1960 par le vieux tram à vapeur[4].
- Quelques anciennes ardoisières et un vieux lavoir restauré.
- 3 pistes de ski.

## Économie
Les gens du cru vivaient de l’agriculture, des métiers du bois et dans les ardoisières. Ces dernières furent remises en exploitation au début du XXe siècle, après une longue période d’inactivité. En 1910, l’ardoisière du Gros Faux utilisait déjà des moteurs électriques.

## Personnalité
- Aristide Romain (1856-1917).  Né à L'Escaillère en 1856 il entre à l'armée vers 1876. Il est adjudant dans un régiment d’artillerie à Anvers en 1888 lorsqu'un représentant du Costa-Rica en Belgique sollicite l’envoi d’un officier dans son pays, capable de remplir les fonctions d’instructeur. Le ministère propose Romain, qui s’embarque l’année suivante pour l’Amérique où il fait carrière et se marie. En 1895, lors d’une revue, il sauve la vie du chef de l’État qu’un homme, armé d’un pistolet, voulait abattre. Commandant de la place de San José, puis directeur général de la police, il est nommé général de brigade en 1908. Il meurt à New-York en 1917[5].